# Olempin
Olempin (prononciation [ɔˈlɛmpin]) est un village de la gmina de Markuszów du powiat de Puławy dans la voïvodie de Lublin, situé dans l'est de la Pologne.
Il se situe à environ 20 kilomètres à l'est de Puławy (siège du powiat) et 28 kilomètres au nord-ouest de Lublin (capitale de la voïvodie).
Le village comptait approximativement une population de 127 habitants en 2009.

## Histoire
De 1975 à 1998, le village est attaché administrativement à l'ancienne voïvodie de Lublin.

Depuis 1999, il fait partie de la nouvelle voïvodie de Lublin.